# 산청군의 농어촌버스
산청군의 농어촌버스는 경상남도 산청군의 버스를 중심으로 운행하는 대중교통 수단이다. 운영 업체는 산청교통이 유일하다. 총 42개의 노선이 운영 중이다.

## 요금
2015년 8월 1일 기준 요금이다.
| 종류 | 나이                    | 현금 (원) | 카드 (원) |
| ---- | ----------------------- | --------- | --------- |
| 일반 | 어른 (만 19세 이상)     | 1250      | 1100      |
| 일반 | 청소년 (만 13세 ~ 18세) | 850       | 800       |
| 일반 | 어린이 (만 7세 ~ 12세)  | 600       | 550       |

- 2014년 3월 18일부터 교통카드를 이용해 버스를 승차할 수 있다. 읍내구간 및 기본구간은 일반요금기준 150원 기본구간 외 구간은 현금 요금 대비 10% 정률 할인된다.

예로 들어 산청-유림은 현금은 1500원이나 카드는 1350원이며, 산청-원지 구간의 경우 현금은 2000원이나 카드는 1800원이였다. 
선불식은 현재 티머니 계열 교통카드만 사용 가능하며 센스패스 카드의 경우 2016년 5월 13일 부로 카드사의 사정으로 사용 중단 조치되어 현재는 사용할 수 없다. 후불형은 국민, 농협, 신한, 롯데 등을 사용하여 결제 가능하다.
- 10km까지 기본 요금으로 이용할 수 있으며, 이 거리를 초과할 경우 1km마다 116.14원씩 추가되고 소수점이하는 절삭한다. 청소년은 20%, 어린이는 50% 할인된다.

- 2020년 7월부터 단일요금제로 변경되어 성인 기준 1000원을 받는다. 따라서 산청에서 신안면(원지), 오부면(양촌), 생비량면, 단성면, 차황면(장박), 신등면, 금서면, 생초면, 함양군 유림면(화계)를 모두 기본요금에 이용할 수 있으나, 경상남도내에서 시외지역으로 관리하는 삼장면, 시천면 지역은 종전과 거리비례제가 적용된다.[1]

## 산청군 차적의 버스 노선

### 농어촌버스
| 방면        | 경유지 |
| ----------- | --- |
| 산청 기점   | 정곡, 척지, 병정, 내수, 지곡, 송곡, 내부, 차황, 장박, 신원, 상법, 운공, 차황, 양촌, 대현, 신촌, 왕촌, 오휴, 생초, 특리, 화계, 매촌, 수월, 사평, 특리, 외송, 원지 |
| 차황 기점   | 율현, 원지, 단계, 간공, 양곡, 신촌, 상법 |
| 양촌 기점   | 원방, 금곡 |
| 생비량 기점 | 방화, 사대 |
| 신안 기점   | 안봉, 수월 |
| 단계 기점   | 간공, 법평, 이교, 장천 |
| 생초 기점   | 신연, 월곡, 원기, 어은, 상촌, 화계, 평촌, 생초 |
| 원지 기점   | 성내, 묵하, 묵곡, 수산, 원지, 내북, 갈전, 청현, 원지, 생비량, 송계, 단성, 단계, 물산, 간공, 이교                                                                 |